# Debelec
Debelec (bułg. Дебелец) – miasto w Bułgarii, w obwodzie Wielkie Tyrnowo i gminie Wielkie Tyrnowo. W 2019 roku liczyło 3 689 mieszkańców.